# NGC 2612
NGC 2612 ist eine linsenförmige Galaxie vom Hubble-Typ E-S0 im Sternbild Wasserschlange. Sie ist schätzungsweise 65 Millionen Lichtjahre von der Milchstraße entfernt.
Das Objekt wurde am 14. Februar 1836 von John Herschel entdeckt.